# Bridge Across Forever
Bridge Across Forever ist das zweite Studioalbum der Progressive-Rock-Supergroup Transatlantic. Es erschien im Jahr 2001 bei InsideOut Music und Metal Blade Records.

## Entstehung und Veröffentlichung
Nach einer Amerikatournee im Jahr 2000 kamen die Bandmitglieder für vier Tage bei Neal Morse zusammen, um gemeinsam Songs für ein neues Album zu schreiben. Dieses wurde im Januar 2001 in Nashville aufgenommen. Als Gastmusiker waren Keath Mears (Saxofon), Chris Carmichael (Streicher) und ein Chor beteiligt. Bridge Across Forever wurde von Rich Mouser abgemischt und von Vlado Meller in den New Yorker Sony Music Studios gemastert. Das Album wurde in Europa über InsideOut, in den USA über Metal Blade veröffentlicht. Es erschien auch eine limitierte Auflage im DigiBook mit Bonus-CD.

## Titelliste und Stil
| 1. Duel with the Devil – 26:43 1. Motherless Children 2. Walk Away 3. Silence of the Night 4. You’re Not Alone 5. Almost Home 2. Suite Charlotte Pike – 14:30 1. If She Runs 2. Mr. Wonderful 3. Lost and Found Pt. 1 4. Temple of the Gods 5. Motherless Children/If She Runs (Reprise) 3. Bridge Across Forever – 5:32 4. Stranger in Your Soul – 26:06 1. Sleeping Wide Awake 2. Hanging in the Balance 3. Lost and Found Pt. 2 4. Awaking the Stranger 5. Slide 6. Stranger in Your Soul |  | Bonus-CD 1. Shine On You Crazy Diamond – 15:05 2. Studio Chat – 4:51 3. And I Love Her – 7:56 4. Smoke on the Water – 4:24 5. Dance with the Devil – 9:07 6. Roines Demo Bits – 9:00 |

Die Stücke auf Bridge Across Forever wurden mehr gemeinsam komponiert als die des Debütalbums SMPTe, dennoch ist weiterhin in vielen Passagen der Stil von Roine Stolt und v. a. von Neal Morse deutlich erkennbar. Der abwechslungsreiche Retro-Prog des Albums verweist auf Vorbilder wie Yes, Genesis, Gentle Giant und The Beatles.

## Rezeption
Die Presse reagierte meist positiv auf das Album. Ralf J. Günther von den Babyblauen Seiten findet es zwar mit seinem „endlosen Aneinandergereihe von Allerweltsmelodien, Rockleerformeln und Progklischees […] nicht auszuhalten“, Jörg Schumann jedoch resümiert: „Unter dem Strich bietet Transatlantic nichts Neues, aber das auf perfekte Art und Weise.“ Der Musikexpress spricht von einer „opulenten, ja gewaltigen Platte“ und das eclipsed-Magazin wählte Bridge Across Forever auf den 30. Platz seiner Liste der 150 wichtigsten Prog-Alben.